# ホテル百万石
ホテル百万石は、石川県加賀市山代温泉にあったホテル。1962年創業し、名門温泉旅館として全国に知られたが、2010年に破綻した。

## 歴史
明治40年に吉田初治郎が花屋旅館として開業。1954年に、病身の二代目に代わり、その息子の吉田豊彦（一橋大学卒）が東レを退職して花屋旅館の経営に就いた。それまでは小規模な二流旅館だったが、1956年に増築した円形の百万石風呂が当たり、1959年には山代温泉一の売上を誇る旅館となった。
1962年に1200坪の新たな土地を購入し、別館としてホテル百万石（客室27室）を開業、1967年に円形の大型プールを完成させ、人気を集めて利益は倍増したが、1975年に本館新館ともに全焼、翌年社名をホテル百万石に改称し、花屋旅館を売却してホテルを再建、敷地は2万坪に達し、「お祭り広場」や「御殿風庭園風呂」などさまざな工夫を凝らし、1982年に数奇屋風別館「梅鉢亭」、1985年に南館を相次いで開業して収容人員は1100名規模となり、1986年には売上66億円、従業員360人という日本一の温泉旅館に成長させた。1983年には昭和天皇が別館梅鉢亭の特別室に宿泊し、全国的に名門旅館としての知名度を上げた。
その後もスパリゾート施設「ＳＰＡ百万石浴殿」を開業し、最盛期の1991年には年商約88億を上げた。大旅館に育てた吉田豊彦が没したのちは弟の吉田博示が社長を引き継ぎ、1996年には熱海に豪華リゾートホテル「あたみ百万石」を開業するなど事業拡張を続けた。
しかし、バブル崩壊後の長引く不況などにより、業績不振となり、旅館の営業は「百万石アソシエイト」に移管された。2008年に債権者が破産を申し立て、2010年に北国リゾート（「ホテル百万石」の建物を管理する不動産管理会社。1960年設立、代表・吉田美喜）が金沢地裁から破産手続き開始の決定を受けた。負債総額は約97億1900万円だった。
その後も百万石アソシエイトが運営を継続していたが、2012年7月、金沢地裁が北国リゾートの破産管財人への旅館明け渡しを認めた決定を出し、同年9月から休業となった。2013年には、ホテル百万石の従業員の賃金計約7700万円を支払わなかったとして、百万石アソシエイトと同社の佐々木真二社長が最低賃金法違反の疑いで小松区検から書類送検され、社長は容疑を認めた。

## 倒産後
ホテル百万石は、2018年12月に大阪のビッグ総合開発が全面改装し「みやびの宿 加賀百万石」「加賀百万石 別邸・奏」として開業した。同社は2020年から翌年秋にかけて雇用調整助成金を不正受給していたことが発覚し、代表取締役の金沢孝晃が2021年末に辞任、宿名と同名の新会社「株式会社みやびの宿加賀百万石」が設立され、同社がその後の運営にあたっている。2022年10月には創業家出身の吉田久彦が社長に就任した。
あたみ百万石は2011年に星野リゾートの「リゾナーレ熱海」として開業した。

## 創業家
創業家の吉田一族として、ホテル経営に当たった吉田豊彦、吉田博示らのほかに、日学創業者の吉田富雄、富士重工副社長の吉田信彦、加賀市長の矢田松太郎、国際観光ホテル取締役の小黒末雄、経済学者の小黒一正らがいる。芦原温泉べにや、片山津温泉矢田屋とは親戚。

## テレビ
- 温泉若おかみの殺人推理 - 第11作「加賀山代温泉〜東尋坊 永平寺に殺意の哀歌 密室トリックが解く影笛の謎」（2002年）
- 温泉女子 - 山代温泉の回（2011年）